# 사심관
사심관(事審官)은 고려 때의 특수관직이다. 기인제도와 함께 '지방의 세력을 중앙에서 통제하는 수단'으로 활용되었다. 그 임무는 부역의 공평, 풍속의 교정(矯正), 신분의 구별 등을 기하기 위한 것이었다.

## 기원
기원은 태조 18년(935년) 신라의 경순왕이 항복해 오자 그를 경주 사심관으로 삼고, 동시에 여러 공신을 각각 출신 주(州)의 사심관으로 임명하여 부호장(副戶長) 이하의 향직(鄕職)을 다스리게 한 데서 비롯한다.

## 운용
민심 수습과 권력층의 회유를 목적으로 한 사심관 제도는 처음에 정원이 없었으나, 고려의 지반이 공고해짐에 따라서 차츰 통제를 가하였다. 이에 따라 성종 때는 5백 정(丁) 이하의 주(州)는 4명, 3백 정 이하의 주는 3명, 그 이하는 2명으로 정하였다. 현종(縣宗) 초년에는 아버지나 친형제가 호장(戶長)인 사람을, 인종 2년(1124년)에는 처(妻)의 친척이라도 향직에 있으면 사심관이 될 수 없게 했다.
사심관은 중앙 집권 체제의 확립을 수행하기 위한 특수 관직이었으나 민폐(民弊)도 많아 문종(文宗) 이후로는 그 임면(任免)을 맡는 사심주장사(事審主掌使)를 두어 통제했다. 이후 권력 있는 호족들이 스스로 사심관이 되어 더욱 극심한 폐해를 끼쳤고, 이들이 점점 토호화(土豪化)하여 중앙 집권 체제를 좀먹었다. 사심관이 민호와 노비를 가로채는 등 폐단이 많았던 이 제도는 결국 1318년(충숙왕 5)에 폐지되었다.

## 같이 보기
- 기인 제도